# Rhegmoclemina acrolophia
Rhegmoclemina acrolophia är en tvåvingeart som beskrevs av Cook 1978. Rhegmoclemina acrolophia ingår i släktet Rhegmoclemina och familjen dyngmyggor.
Artens utbredningsområde är Peru. Inga underarter finns listade i Catalogue of Life.